# Picaflors de ventre taronja
El picaflors de ventre taronja (Dicaeum trigonostigma) és un ocell de la família dels diceids (Dicaeidae).

## Hàbitat i distribució
Viu als boscos i vegetació secundària de les terres baixes, des de l'est de l'Índia, est de Bangladesh, est d'Assam, Myanmar, Tailàndia, cap al sud, a través de Malaca fins Sumatra i illes properes, Borneo i illes properes, Java i Bali. Illes Filipines a excepció de Palawan i Calamian.